# Посёлок дома отдыха «Тучково» ВЦСПС
Посёлок дома отдыха «Тучково» ВЦСПС — посёлок сельского типа в Рузском районе Московской области, входящий в сельское поселение Колюбакинское. Население — 79 чел. (2010). До 2006 года посёлок входил в состав Краснооктябрьского сельского округа
Посёлок расположен на северо-востоке района, примерно в 6 километрах к северо-востоку от пгт Тучково, на левом берегу Москва-реки, высота центра над уровнем моря 172 м. Ближайший населённый пункт — примыкающий с юга Посёлок Детского городка «Дружба».

## Население
| 2002 | 2006 | 2010 |
| ---- | ---- | ---- |
| 69   | ↗88  | ↘79  |